# لوغان رامزي
لوغان رامزي (بالإنجليزية: Logan Ramsey)‏ هو ضابط وممثل أمريكي، ولد في 21 مارس 1921 في الولايات المتحدة، وتوفي في 26 يونيو 2000 بلوس أنجلوس في الولايات المتحدة بسبب نوبة قلبية.

## وصلات خارجية
- لوغان رامزي على موقع IMDb (الإنجليزية)
- لوغان رامزي على موقع أول موفي (الإنجليزية)
- لوغان رامزي على موقع قاعدة بيانات برودواي على الإنترنت (الإنجليزية)
- لوغان رامزي على موقع قاعدة بيانات الفيلم (الإنجليزية)